# Can Jombi
|  | Per a altres significats, vegeu «mas de Can Jombi». |

Can Jombi és una casa modernista al nucli de Camprodon (al Ripollès) inclosa a l'Inventari del Patrimoni Arquitectònic de Catalunya. Interessant façana de pedreria, projectada com la totalitat de l'edifici i construïda pel mateix propietari-paleta. Vegeu també una creu en la seva pròpia tomba en el cementiri municipal, del mateix estil. Possiblement havia treballat amb algun mestre d'obres del que rebé influències, però fins avui no identificat. Es va acabar de construir el 1915. Auto-construcció popular. Tipus de façana a partir del clàssic entre mitgeres de començament del segle XX (vara metàl·lica, simetria buits i plens, disminució importància plantes al anar pujant l'altura del pis...).